# الدوري الإكوادوري لكرة القدم 1998
الدوري الإكوادوري لكرة القدم 1998 (بالإسبانية: Campeonato Ecuatoriano de Fútbol 1998)‏ هو الموسم 40 من الدوري الإكوادوري لكرة القدم. أشرف على تنظيمه اتحاد الإكوادور لكرة القدم، وكان عدد الأندية المشاركة فيه 12، وفاز فيه ليجا دي كويتو.